# Takashi Saitō (Fußballspieler)
Takashi Saitō (japanisch 齋藤 恭志 Saitō Takashi; * 25. Dezember 1993 in der Präfektur Niigata) ist ein ehemaliger japanischer Fußballspieler.

## Karriere
Saitō erlernte das Fußballspielen in der Jugendmannschaft von Albirex Niigata. Seinen ersten Vertrag unterschrieb er 2012 beim Japan Soccer College. 2014 wechselte er zu Granscena Niigata, 2015 zu Morioka Zebra. Im April 2015 wechselte er zum Drittligisten Grulla Morioka. Für den Verein absolvierte er 17 Ligaspiele. Nachdem er 2017 zu Granscena Niigata gewechselt war, beendete er Ende 2017 seine Karriere.